# Eriko Arakawaová
Eriko Arakawaová (japonsky 荒川 恵理子, * 30. října 1979 Tokio) je japonská fotbalistka.

## Reprezentační kariéra
Za japonskou reprezentaci v letech 2000 až 2011 odehrála 72 reprezentačních utkání. Byla členkou japonské reprezentace i na Mistrovství světa ve fotbale žen 2003, 2007, Letních olympijských hrách 2004 a 2008.

## Statistiky
| Japonsko | Japonsko | Japonsko |
| Roky     | Záp.     | Góly     |
| -------- | -------- | -------- |
| 2000     | 2        | 0        |
| 2001     | 0        | 0        |
| 2002     | 0        | 0        |
| 2003     | 13       | 5        |
| 2004     | 10       | 5        |
| 2005     | 0        | 0        |
| 2006     | 14       | 3        |
| 2007     | 15       | 4        |
| 2008     | 14       | 3        |
| 2009     | 1        | 0        |
| 2010     | 0        | 0        |
| 2011     | 3        | 0        |
| Celkem   | 72       | 20       |

## Úspěchy

### Reprezentační
- Mistrovství Asie:  2008